# Gemologija
Gemologija je veda, ki se ukvarja z različnimi vrstami surovih in brušenih kamnov, ki jih uporabljajo za izdelovanje nakita in okrasnih predmetov ali pa jih zbirajo zbiralci.
Osnovni gemološki pojmi so: 
- minerali / kamnine,
- zgradba kristalov,
- plemeniti kamni,
- okrasni kamni,
- sinteze in umetni kamni,
- sestavljeni kamni.

Lastnosti plemenitih in okrasnih kamnov: 
- kemijske lastnosti,
- fizikalne lastnosti,
- optične lastnosti.

Obdelava plemenitih in okrasnih kamnov: 
- vrste in oblike brušenja,
- postopki obdelave plemenitih kamnov (toplotne obdelave, obsevanje, obarvanje, podlaganje folij….).

## Vrste surovih in brušenih kamnov
Najpomembnejši plemeniti in okrasni kamni so: 
- diamant,
- korund,
- kremen,
- opal,
- drugi pomembni kamni.

Organski materiali – neminerali 
- živalski,
- rastlinski,

Naravno in umetno steklo,